# Suzie Bates
 Suzannah Wilson Bates (* 16. September 1987 in Dunedin, Neuseeland) ist eine neuseeländische Cricketspielerin, die seit 2006 für die neuseeländischen Nationalmannschaft spielt und zwischen 2011 und 2018 ihre Kapitänin war. Auch nahm sie bei den Olympischen Sommerspielen 2008 für die neuseeländische Basketballnationalmannschaft teil.

## Kindheit und Ausbildung
Als Kind spielte sie sowohl Cricket als auch Basketball. Ihr Vater spielte für die St Kilda Wildcats in der örtlichen Basketball-Liga. Sie ging zur Ortago Girls’ High School und spielte für die Schulmannschaft. Sie durchlief die Altersklassenmannschaft der neuseeländischen Basketballnationalmannschaft. Auch spielte sie ab dem Alter von 15 Jahren für Otago im Erwachsenenbereich.

## Aktive Karriere

### Anfänge in der Cricket-Nationalmannschaft
Ihr Debüt in der Cricket-Nationalmannschaft gab Bates bei der Tour gegen Indien im März 2006. In ihrem vierten Spiel bei der Serie konnte sie ihr erstes Half-Century über 69 Runs erreichen. Bei einem Vier-Nationen-Turnier in indien gelang ihr dann auch gegen den Gastgeber ihr erstes Century über 122 Runs aus 134 Bällen zu erzielen und wurde dafür als Spielerin des Spiels ausgezeichnet. Im August des Jahres reiste sie mit dem Team nach England und konnte dort im ersten WODI neben einem Fifty über 82 Runs auch 3 Wickets für 20 Runs am Schlag erzielen. In dem dort daran anschließenden WTwenty20 gegen Südafrika gab sie dann auch ihr Debüt in dieser Spielform und konnte gleich ein Half-Century über 62 Runs erreichen.

### Olympiateilnahme im Basketball
Im Jahr 2007 absolvierte sie eine erste Tour im Basketball für die Nationalmannschaft in Japan. Sie spielte darauf für die Christchurch Sirens in der australischen Women’s National Basketball League und wurde dann für das olympische Basketballturnier nominiert. Mit Neuseeland schied sie dort in der Vorrunde aus, nachdem man nur gegen Mali gewinnen konnte. Die Sirens mussten die zweite Saison aufgeben und so wechselte sie zu den Sydney Uni Flames in Australien. Jedoch wurden dort durch eine Regeländerung Neuseeländerinnen als auswärtige Spielerinnen gewettet, was ihr die Möglichkeit nahm aktiv zu spielen.

### Prioritätenwechsel zum Cricket
Zu Beginn des Jahres 2009 zeichnete sich ab, dass Bates für die kommende Weltmeisterschaft im Cricket relevant sein würde. Im Februar 2009 konnte sie gegen Australien 3 Wickets für 40 Runs im zweiten WODI erzielen und wurde dafür als Spielerin des Spiels ausgezeichnet. Beim folgenden Women’s Cricket World Cup 2009 konnte sie in der Vorrunde zunächst gegen Südafrika 4 Wickets für 7 Runs erreichen. In der Super-Six-Runde konnte sie gegen Pakistan ein Century über 168 Runs aus 105 Bällen erzielen, womit sie den Finaleinzug ermöglichte. Im Finale gegen England konnte sie dann nur 2 Runs und kein Wicket erreichen, und Neuseeland verlor mit 4 Wickets. Im Sommer fand auch die erste Ausgabe der WTwenty20-Weltmeisterschaft, dem ICC Women’s World Twenty20 2009, statt und ihre beste Leistung war ein Fifty über 60 Runs gegen die West Indies. Auch hier scheiterte man an England im Finale und Bates konnte dort kaum etwas beitragen.
Das Jahr 2010 startete mit einem Half-Century über 61 Runs gegen Australien. Beim ICC Women’s World Twenty20 2010 konnte sie gegen Sri Lanka ein Half-Century über 50 Runs erzielen und wurde dafür als Spielerin des Spiels ausgezeichnet. Im Sommer 2010 konnte sie in England im zweiten WODI 75* Runs am Schlag und 3 Wickets für 27 Runs beim Bowling erreichen und wurde als Spielerin des Spiels ausgezeichnet. Ausgezeichnet wurde sie auch für 68 Runs im zweiten WTwenty20 der Tour.

### Ernennung als Kapitänin
Im Jahr 2011 konnte sie zwar konstante Leistungen vollbringen, jedoch nicht herausstechen. Nachdem die bisherige Kapitänin Aimee Watkins von ihrer Rolle zurückgetreten war, bekam Bates diese angeboten. Sie übernahm diese ab Dezember 2011 und verzichtete gleichzeitig auf Grund der neuen Aufgaben auf eine potentielle erneute Olympiateilnahme bei den Olympischen Spielen 2012. Somit führte sie das Team zum ICC Women’s World Twenty20 2012 und scheiterte dort im Halbfinale an England. Zum Ende des Jahres reiste sie mit dem Team zu einer Tour in Australien. In der WODI-Serie begann sie mit einem Century über 122* Runs aus 131 Bällen, bevor sie in den weiteren Spielen zwei Fifties erzielte. In der WTwenty20-Serie konnte sie ein weiteres Half-Century über 67 Runs hinzufügen.
Es folgte der Women’s Cricket World Cup 2013, bei dem sie das Turnier mit einem Half-Century über 73 Runs gegen Südafrika eröffnete. Im zweiten Spiel gegen Pakistan konnte sie ein weiteres Fifty über 65* Runs hinzufügen. Gegen Australien konnte sie ein Century über 102 Runs aus 134 Bällen erreichen, was jedoch nicht zum Sieg reichte. In der Super-Six-Runde konnte sie dann noch einmal ein Half-Century über 79 Runs gegen England erzielen und führte ihr Team letztendlich zum vierten Platz. Im Oktober 2013 konnte sie in den West Indies ein Century über 110 Runs aus 133 Bällen erreichen und wurde als Spielerin des Spiels ausgezeichnet. Für diese Leistungen wurde sie am Ende des Jahres als WODI-Cricketspielerin des Jahres vom Weltverband ausgezeichnet.

### Kapitänin an der Weltspitze
Im Februar 2014 traf sie erneut auf die West Indies und konnte dabei ein Half-Century in der WODI-Serie (95* Runs) und zwei weitere in den Twenty20s (50 und 57 Runs) erzielen. Beim anschließenden ICC Women’s World Twenty20 2014 konnte sie beim Spiel gegen Irland ein Fifty über 68 Runs und ein weiteres über 94* Runs gegen Pakistan erreichen. Das Team unter ihr verpasste das Halbfinale, konnte sich jedoch die Qualifikation für die nächste Ausgabe sichern. In der Saison 2014/15 erzielte sie ein Half-Century in den West Indies und ein Century über 106 Runs aus 113 Bällen gegen England. Im Sommer 2015 konnte sie bei der Tour in Indien erreichte sie im zweiten WODI 3 Wickets für 21 Runs beim Bowling und im dritten WODI 59 Runs am Schlag. Bei der Tour im November 2015 in Sri Lanka gelang ihr im zweiten WODI 70* Runs am Schlag und 3 Wickets für 27 Runs im Bowling. In den weiteren WODIs konnte sie dann noch zwei weitere Fifties (80 und 70* Runs) erzielen. Im zweiten WTwenty20 gelang ihr dann noch einmal 3 Wickets für 23 Runs und ein Half-Century über 69 Runs.
Das Jahr 2016 begann mit einer Tour gegen Australien, bei der sie im zweiten WODI ein Fifty über 61 Runs und im dritten ein Century über 110 Runs aus 133 Bällen erreichte. In der WTwenty20-Serie konnte sie zwei Fifties über 54 Runs hinzufügen. Es folgte der ICC Women’s World Twenty20 2016, bei dem sie gegen Irland 82 Runs erreichte und dabei als Spielerin des Spiels ausgezeichnet wurde. Mit dem Team verlor sie dann im Halbfinale gegen die West Indies. In der Saison 2016/17 begann sie in Südafrika mit zwei Fifties (66 und 82* Runs) und einmal 3 Wickets für 17 Runs erreichen. Gegen Pakistan folgten dann noch einmal drei Half-Centuries (64, 74 und 66 Runs). Am Ende des Jahres wurde sie für diese Leistungen vom Weltverband als Spielerin des Jahres im WODI- und WTwenty20-Cricket ausgezeichnet. Im Februar 2017 folgte ein Half-Century über 55 Runs in Australien.

### Rücktritt als Kapitänin
In England wurde dann der Women’s Cricket World Cup 2017 ausgetragen. Hier konnte sie zur Eröffnung gegen Sri Lanka ein Century über 106 Runs aus 109 Bällen erreichen. Gegen Australien konnte sie dann noch ein Fifty über 51 Runs erzielen, was jedoch nicht zum Sieg reichte und Neuseeland schied in der Vorrunde aus. Die Saison 2017/18 begann mit zwei Half-Centuries (52 und 65*) gegen Pakistan in den WTwenty20s. Im März konnte sie in den WODIs gegen die West Indies ein Century über 101* Runs aus 86 Bällen und in den WTwenty20s ein Fifty über 52* Runs erreichen. Im Sommer 2018 konnte sie gegen Irland im ersten WODI mit 151 Runs zur bisher höchsten Run-Zahl (491/4) in einem ODI-Spiel beitragen. Im WTwenty20 gegen Irland konnte sie ein weiteres Fifty (63* Runs) hinzufügen. Bei einem Drei-Nationen-Turnier in England im Anschluss konnte sie gegen Südafrika 124* Runs aus 66 Bällen ihr erstes Century im WTwenty20 erreichen und ein weiteres Fifty über 62 Run erzielen. Nach der Saison trat sie als Kapitänin zurück um sich mehr auf ihr Spiel zu konzentrieren und wurde von Amy Satterthwaite in dieser Position gefolgt.
In der Saison 2018/19 begann mit einer WTwenty20-Serie in Australien, bei der sie ein Fifty über 77 Runs erzielte. In dem daran folgenden ICC Women’s World Twenty20 2018 gelangen ihr gegen Indien 67 Runs, was aber nicht zum Sieg reichte. Das Team schied später schon in der Vorrunde aus. Die Saison endete mit einer Tour gegen Indien. Dort konnte sie in der WODI-Serie (57 Runs) und in der WTwenty20-Serie (62 Runs) jeweils ein Fifty erreichen. Im verbliebenen Jahr 2019 konnte sie nicht mehr ehruastechen und spielte unter anderem für die Adelaide Strikers in der Women’s Big Bash League. Im Januar 2020 erzielte sie zwei Half-Centuries (53 und 51 Runs) in der WODI-Serie gegen Südafrika. Beim folgenden ICC Women’s T20 World Cup 2020 konnte dort beim abermaligen Ausscheiden in der Vorrunde jedoch nicht überzeugen. Im Februar 2022 erzielte sie dann wieder ein Century über 106 Runs aus 111 Bällen bei der Tour gegen Indien. Beim Women’s Cricket World Cup 2022 erzielte sie ein Fifty über 79* Runs gegen Bangladesch und ein Century über 126 Runs aus 135 Bällen gegen Pakistan. In beiden Spielen wurde sie als Spielerin des Spiels ausgezeichnet.

### Gewinn den Twenty20 World Cups
Bei den Commonwealth Games 2022 in Birmingham gelang ihr in der Vorrunde gegen Südafrika ein Fifty über 91* Runs, wofür sie als Spielerin des Spiels ausgezeichnet wurde. Auch im weiteren Turnierverlauf war sie ein wichtiger Bestandteil der Mannschaft die die Bronzemedaille gewann. Im September reiste sie mit dem Team in die West Indies, wo ihr jeweils ein Half-Century in der WODI- (51 Runs) und WTwenty20-Serie (54 Runs) gelang und jeweils als Spielerin des Spiels ausgezeichnet wurde. Auch gelangen ihr im abschließenden WTwenty20 3 Wickets für 10 Runs. Im Dezember folgte eine WODI-Serie gegen Bangladesch, bei der ihr zwei Half-Centuries (93* und 51 Runs) gelangen. Nachdem sie beim ICC Women’s T20 World Cup 2023 in den ersten beiden Spielen ohne Run blieb gelangen ihr gegen Bangladesch (81* Runs) und Sri Lanka (56 Runs) jeweils ein Fifty, was jedoch nicht mehr zum Halbfinal-Einzug ausreichte.
Im Juli 2023 reiste sie mit dem Team nach Sri Lanka, wo ihr in WODI- (63* Runs) und WTwenty20-Serie (52 Runs) je ein Fifty gelang. Pakistan kam im Dezember für eine Tour nach Neuseeland. Nach einem Fifty in den WTwetny20s (51* Runs), wofür sie als Spielrin des Spiels ausgezeichnet wurde, gelang ihr im ersten WODI ein Century über 108 Runs aus 104 Bällen, wofür sie erneut ausgezeichnet wurde. Im zweiten Spiel der Serie konnte sie mit 74 runs ein weiteres Fifty erreichen. Gegen England konnte sie in der WTwenty20-Serie im März 2024 mit einem Fifty über 65 Runs beginnen. Auch im ersten WODI gelang ihr ein Fifty über 50 Runs. Im Oktober war sie Teil des Kaders beim ICC Women’s T20 World Cup 2024, bei dem sie mit dem Team ins Finale einzog. Dort gelangen ihr gegen Südafrika 32 Runs, und Neuseeland gewann erstmals die Weltmeisterschaft. In der darauf folgenden WODI-Serie in Indien konnte sie ein weiteres Fifty (58 Runs) erreichen.